# Babatngon

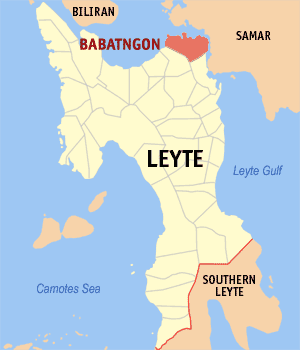
Bản đồ Leyte với vị trí của Babatngon

Babatngon là một đô thị hạng 4 ở tỉnh Leyte, Philippines. Theo điều tra dân số năm 2000 của Philipin, đô thị này có dân số 20.946 người trong 4.081 hộ.

## Các đơn vị hành chính
Babatngon được chia ra 25 barangay.
| - Biasong - Gov. E. Jaro (Bagahupi) - Malibago - Magcasuang - Planza - Poblacion District I - Poblacion District II - Poblacion District III - Poblacion District IV - Rizal I - San Ricardo - Sangputan - Pagsulhugon | - Taguite - Uban - Victory - Villa Magsaysay - Bacong - Bagong Silang - Lukay - Rizal II - San Agustin - Guintigui-an - Naga-asan - San Isidro |